# Pedagogía digital

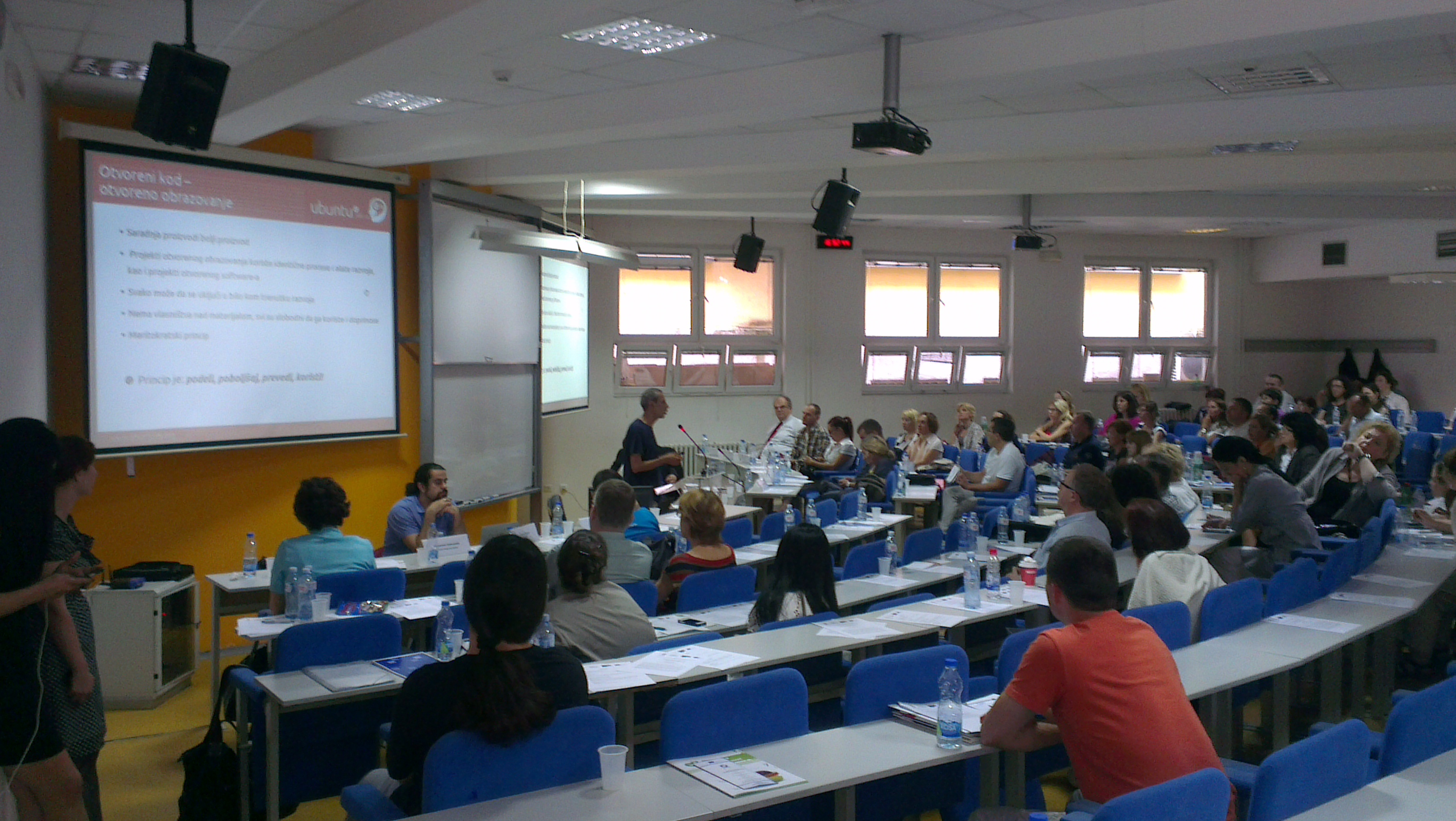
Conferencia sobre Educación Abierta y Competencias Digitales Docentes, Ladislav Urošević, Comunidad UBUNTU Serbia

La pedagogía digital es el estudio y uso de tecnologías digitales contemporáneas en la enseñanza y el aprendizaje. La pedagogía digital tiene sus raíces en la teoría del constructivismo y se puede aplicar en entornos de aprendizaje en línea, híbridos y presenciales.

## Historia
La pedagogía digital tiene su origen en la educación a distancia, que a inicios del siglo XX tomó forma de cursos impartidos por correo. La Universidad de Londres ofreció los primeros grados de educación obtenidos a distancia con su Programa Externo en 1858. Charles Dickens dijo que el Programa Externo era la universidad del pueblo, ya que permitía un acceso más amplio a la educación superior.
Con la mejora de las tecnologías de la comunicación, se asumió que la televisión y la radio comenzarían a cambiar el rumbo de la educación. En Estados Unidos, los primeros programas educativos de televisión y radio fueron creados por instituciones como la Universidad de Louisville en cooperación con la NBC. Los telecursos resurgieron a principios de la década de 1970 con la expansión de los colegios comunitarios. Estos cursos a distancia allanaron el camino para la educación en línea, que comenzó a finales del siglo XX gracias a la popularización de Internet.
En las décadas de 1980 y 1990, la Asociación de Informática y Humanidades ofreció talleres y conferencias sobre la enseñanza de la informática y las humanidades, justo cuando los centros de humanidades digitales se estaban popularizando. En 1965, se creó el Fondo Nacional para las Humanidades, la cual crearía en 2006 la Oficina de Humanidades Digitales. Ahora hay un congreso anual acerca de pedagogías digitales que se lleva a cabo en un país diferente cada año. Además, universidades canadienses se han unido para crear conciencia y educar a las personas sobre las pedagogías digitales. Por ejemplo, la Universidad de Waterloo, la Universidad de Guelph, la Universidad Brock, la Universidad Ryerson y la Universidad de Toronto se unieron recientemente para desarrollar un congreso conjunto.

## Valores y métodos
Valores de la pedagogía digital:
- educación abierta, incluyendo los recursos educativos abiertos;
- compartir programas de estudios;
- compartir recursos didácticos a través de herramientas como GitHub y Creative Commons;
- proyectos estudiantiles autodirigidos y basados en sus intereses;
- publicación en acceso abierto y mediante revisión por pares abierta.

La pedagogía digital no solo consiste en utilizar tecnologías digitales para la enseñanza y el aprendizaje, sino también en abordar estas herramientas desde una perspectiva pedagógica crítica. Por lo tanto, consiste en emplear cuidadosamente herramientas digitales, decidir cuándo no utilizarlas y prestar atención al impacto de las herramientas digitales en el aprendizaje.
La tecnología inmersiva se puede usar en el aula como una forma de pedagogía digital. Esta permite a los estudiantes participar en el modelado y la construcción colaborativa de un mundo. Un ejemplo es el proyecto SketchUp Pro de Matthew Nicholls, que permite a los usuarios modelar estructuras históricas en 3D.
Los medios digitales también permiten experimentos de aprendizaje colaborativo que de otro modo no serían posibles, como el proyecto Looking for Whitman, una colección colaborativa elaborada por estudiantes de cuatro universidades diferentes ubicadas en distintas áreas geográficas.

## Aplicación práctica
La pedagogía digital analiza críticamente las herramientas digitales como medios potenciales para el aprendizaje y la enseñanza. Considera a los contenidos y espacios digitales como sitios valiosos para la información y el conocimiento, además de los medios tradicionales como los libros o el aula.  La pedagogía digital también toma en cuenta las discusiones y debates que tienen lugar en las humanidades digitales, en cuanto a sus prácticas, principios y políticas.
El carácter experimental de la pedagogía digital permite la reflexión crítica sobre sus aciertos y contradicciones en sus posibilidades educativas. Por lo tanto, es un tema clave en la discusión en curso sobre tecnología educativa. Por ejemplo, el vínculo con las filosofías de la pedagogía digital ha renovado la discusión sobre la política y la ética de la tecnología y su implicación en el aprendizaje como un todo.
Al reconocer la naturaleza cambiante de las prácticas e interacción con los nuevos medios, la pedagogía digital centra al estudiante mediante el diseño de varias actividades colaborativas, dirigidas por el estudiante y basadas en proyectos que permiten a los estudiantes controlar el ritmo y el espacio de aprendizaje. En esta geografía digital se introducen nuevas posibilidades colaborativas, interactivas y participativas. Herramientas como los cursos en línea masivos y abiertos (MOOC) ahora complementan las aulas físicas. Los estudios de nuevas formas de alfabetización también están vinculados al estudio de la pedagogía digital. Los pensamientos políticos de cada país con respecto a las pedagogías digitales varían en todo el mundo.

## Pedagogía digital crítica
La pedagogía crítica digital reconoce que la información, conocimiento, aprendizaje o enseñanza nunca es neutral de significado político. Este reconocimiento se basa en ideas derivadas de la teoría crítica de la raza, la teoría feminista, la teoría de la liberación y otros enfoques filosóficos que abordan cómo la comprensión de las estructuras de poder es esencial para desmantelar la opresión. El diálogo reflexivo es un componente clave de una toma de conciencia crítica, una praxis liberadora atribuida a Paulo Freire, de modo que el proceso de aprendizaje en sí mismo es una praxis de liberación. 
La pedagogía digital crítica integra un análisis de segundo orden sobre la enseñanza y el aprendizaje mediante el uso de herramientas basadas en la web, plataformas digitales y otras formas de tecnología. Como método o resistencia contra la opresión, la pedagogía digital crítica busca involucrar a las personas en prácticas colaborativas, incluye voces de distintas identidades sociopolíticas y se sitúa fuera de los límites de la educación tradicional, que se basa en un modelo bancario de enseñanza.